# Helene Fischer
Helene Fischer (født 5. august 1984 i Krasnojarsk, Russiske SFSR, Sovjetunionen af tysk-russiske forældre) er en tysk popmusiker, sanger, danser, entertainer, tv-vært og skuespiller.
Helene Fischer er med mere end seksten millioner solgte plader en af de mest kommercielt succesrige sangere i Tyskland og en af de bedst indtjenende musikere i verden. Hendes albums Farbenspiel og Best of Helene Fischer er blandt bedst sælgende musikalbums i Tyskland. Hun er blevet tildelt sytten Echos, otte Golden Henne, tre Bambis og to Golden Cameras. For sit tv-show Die Helene Fischer Show modtog hun Bayerischen Fernsehpreis.

## Baggrund og uddannelse
Helene Fischer blev født i 1984 som andet barn af det russisk-tyske ægtepar Maria og Peter Fischer i den sibiriske by Krasnojarsk i det daværende Sovjetunionen. Hendes fødenavn var det volgatyske Elena Petrowna Fischer. Hendes far arbejdede som idrætslærer, hendes mor som ingeniør på et universitet. Fischers bedsteforældre var volgatyskere, som var blevet deporteret til Sibirien i 1941 under Anden Verdenskrig. 1988 flyttede hendes forældre med hende og hendes seksårige søster fra Sovjetunionen til Wöllstein i den tyske delstat Rheinland-Pfalz. Som studerende på Wörrstadt Realschule deltog hun i teatergrupper og musical-kurser.
Efter sin eksamen i 2000 gennemførte Fischer et treårigt forløb ved Stage & Musical School Frankfurt i Frankfurt am Main, som hun afsluttede i 2003 med en afgangsprøve i scenekunst, og dermed blev statsanerkendt musiker og skuespiller. Under uddannelsen fik hun sine første engagementer. Hun optrådte på Staatstheater Darmstadt i Rocky Horror Show, i Volkstheater Frankfurt i hitrevyen Fifty-Fifty og i musicalen Anatevka.

## Karriere

### Begyndelsen (2004-2008)
I 2004 sendte Fischers mor en demo-cd med nogle af sin datters numre til den tyske manager Uwe Kanthak. Denne tog Helene Fischer med til den tyske producent og sangskriver Jean Frankfurter, synonym for Erich Liessmann og resultatet blev at Fischer modtog en pladekontrakt. På samme tidspunkt havde manageren fået til opgave at finde en kvindelig sangpartner til den næsten jævnaldrende Florian Silbereisen, som var kendt for sine tv-programmer med tysk folke- og schlagermusik. Hendes første tv-optræden blev derfor en duet, som hun sang sammen med Florian Silbereisen i udsendelsen Hochzeitsfest der Volksmusik, der blev udsendt den 14. maj 2005. 
Hendes første singlehit "Feuer am Horizont" blev udgivet i januar 2006. Senere i 2006 udkom der yderligere tre singler med hende. Alle singlerne er samlet på hendes første album Von hier bis Unendlich (dansk: "Fra her til evigheden") der udkom 3. februar 2006. Dette album slog igennem i de tre tysktalende lande Østrig, Schweiz og Tyskland. Teksterne var skrevet af Irma Holder og Kristina Bach.
I Mitteldeutscher Rundfunk Hitsommernacht 2007 vandt Fischer førstepladsen og kom også på førstepladsen i MDR-Hitparade med sangen  Im Reigen der Gefühl (”I følelsernes dans”).
I juni 2007 udkom albummet So nah wie du, der indeholdt tre numre der blev singlehits: "Mitten im Paradies" (maj), "Du fängst mich an und lässt mich fliegen" (august) og "Du hast mein Herz berührt" og "Ich glaub dir hundert Lügen" (begge oktober).
Den 6. juli 2007 udgav den tyske tv-kanal under ARD - MDR - en hel musikfilm (45 min) om og med Helene Fischer med titlen So nah, so fern (”Så nær, så fjern”) og med de seneste numre fra albummet af samme navn. Den 14. september 2007 blev filmen udgivet på DVD. Dagen efter modtog hun Guld for hvert af de to albums Von hier bis unendlich og So nah wie du.
Ved et tre-dages hitmaraton i 2007 arrangeret af SWR4 Rheinland-Pfalz blev hun nummer tre med nummeret Mitten im Paradies og med to andre titler på en niende og tolvte plads. I 2007 fik hun prisen Der Goldene Henne som årets "Aufsteiger" ("rising star")
I januar 2008 blev hun tildelt ” Krone der Volksmusik ” (folkemusikkens krone) i kategorien "Årets mest succesrige sangerinde 2007". Efter sin optræden modtog hun platin for albummet Von hier bis unendlich. I forårets hitparade i NDR 1 Niedersachsen nåede hun andenpladsen med titlen Und morgen früh küss ich dich wach (Og i morgen tidlig kysser jeg dig vågen).

### Første turné og nye albums (2008-2011)
I efteråret 2007 begyndte Fischer sin første solo-turné. Hun producerede derefter sit tredje studiealbum Zaubermond (dansk: ”Magisk måne”), der indeholder hits som "Vergeben, vergessen und wieder vertrauen", "Mal ganz ehrlich", "Lass mich in dein Leben". Efter udgivelsen den 27. juni 2008 nåede den en andenplads på den tyske Top-100 liste. I september 2008 modtog hun prisen Goldene Henne i kategorien Musik. Den 21. februar 2009 modtog hun sine første to Echoer ved Echo Awards 2009. Den tredje DVD Zaubermond live udgivet i juni 2009 indeholdt en 140 -minutters koncertoptagelse fra marts 2009 fra Berlins Admiralspalast.
Den 9. oktober 2009 udgav hun sit fjerde studiealbum So wie ich bin, som straks nåede nummer et på den østrigske og nummer to på de tyske albumhitlister. I Schweiz debuterede albummet som nummer syv. I juni 2010 blev hendes første "best-of" opsamlingsalbum udgivet, og det nåede i den første uge at blive nummer to på de tyske albumhitlister. I Østrig toppede hun hitlisten i 2010. Albummet nåede også hitlisterne i Belgien, Holland og i Danmark (hvor det fik en femteplads) Den 10. december 2010 blev Best Of Live – So wie ich bin – Die Tournee udgivet med liveoptagelsen af deres koncert den 23. oktober 2010 i Berlins O2 World arena på Blu-ray, DVD og CD. I 2011 blev hun fire gange nomineret til Echo: Bedste album (med Best of Helene Fischer), Mest succesfulde nationale DVD produktion (med Best of live: So wie ich bin), Bester Live-Act National og Artist/Gruppe tysktalende Schlager, men vandt ikke nogen af priserne.

### Gennembrud (2011-2012)
Med sit femte studiealbum For a day - som blev udgivet den 14. oktober 2011 - nåede Fischer for første gang en førsteplads på den tyske hitliste. I Østrig og Schweiz blev den nummer to. I løbet af to uger opnåede albummet guld i Tyskland; senere nåede det platinstatus. Med dette album var hun også i stand til at opnå succes uden for det tysktalende område: i Holland (nummer et), i Belgien (syvendeplads) og i Danmark (19. plads) nåede hun en plads på top 20-listerne. Den 7. januar 2012 vandt hun Krone der Volksmusik i kategorien Mest succesfulde kvindelige sangerinde i 2011. Den 4. februar 2012 modtog hun Golden Camera i kategorien Beste Musik National ved Golden Camera Awards 2012.
Til Echo Awards 2012 blev hun nomineret i kategorien Årets album med sit album Für Eine Tag, dog uden at vinde. Hun vandt dog i kategorien "tysksproget schlager".
Den 14. december 2012 blev Für Eine Tag - Live 2012 udgivet på BD, dvd og cd med liveoptagelsen af deres koncert den 13. november 2012 på O2 World Hamburg arena. Cd'en og dvd'en kom ind på de respektive hitlister som nummer et. I 2012 vistes en tv-dokumentar, Allein im Licht, hvor forfatteren og instruktøren Kai Ehlers dokumenterede hendes daglige turné. Filmen var produceret af Sascha Schwingel af produktionsselskabet teamWorx i co-produktion med MDR. I 2012 stod hun for første gang foran kameraet som skuespillerinde, da hun i ZDF tv-serien Das Traumschiff spillede rejselederen Franziska Stein. Afsnittet blev sendt den 1. januar 2013.

### AlbummetFarbenspiel(2013-2015)
For sit livealbum modtog to Echo'er i kategorierne Tysksproget hit og Mest succesfulde nationale DVD-produktion. Prisoverrækkelsen fandt sted den 21. marts 2013 i Berlin og blev modereret af hende selv.
Den 20. september 2013 udgav hun den første single Fehlerfrei fra sit kommende studiealbum Farbenspiel, som blev udgivet den 4. oktober 2013. Albummet blev nummer et i Tyskland, Østrig og Schweiz samt nummer 4 på de danske albumhitlister, ottendeplads i Holland og 17. plads i Belgien I Danmark fik albummet platin efter den første uge.
Den 29. november 2013 fulgte singleudgivelsen Atemlos durch die Nacht. Den 27. marts 2014 modererede Fischer igen Echo-prisuddelingen og vandt i kategorierne Tysksproget Schlager og Årets Album. Ved Eurovision Song Contest 2014 annoncerede hun resultaterne af den tyske fjernsynsafstemning og juryen.
De 22 koncerter i hendes Farbenspiel Stadium Tour 2015, hvor hun optrådte 15 forskellige steder, herunder i Wien og Basel, blev overværet af mere end 800.000 mennesker. Under sin optræden blev Fischer akkompagneret af 17 musikere og 12 dansere. De to koncerter i juli på Berliner Olympiastadion blev brugt til optagelse af en DVD og en tv-udsendelse for ZDF. Medio 2022 havde Farbenspiel opnået at sælge 12 x platin, svarende til et salg på over 2.4 millioner eksemplarer.

### AlbummetWeihnachten(2015-2016)
I slutningen af 2015 udkom Fischers album Weihnachten, som blev skabt i samarbejde med Royal Philharmonic Orchestra og produceren Alex Christensen og blev nummer et på hitlisterne i Tyskland og Østrig og nåede andenpladsen i Schweiz. Selvom albummet kun blev udgivet et par uger før årets udgang, var det i stand til at toppe årets tyske hitliste i 2015. Det sælges stadig hvert år ved juletid i Tyskland og var per medio 2022 solgt i mere end 1.2 million eksemplarer. og havde opnået 6 x platin.
Den 18. november 2016 udkom en ny version af albummet Weihnachten, som indeholdt otte numre mere. Med denne nye udgivelse kom albummet igen til nummer et på hitlisterne og indtog en fjerdeplads på Tysklands årlige hitparade.

### AlbummetHelene Fischer(2017-2020)
I maj 2017 udgav Fischer sit syvende studiealbum, opkaldt efter hende selv, Helene Fischer. Det kom ind på hitlisterne i Tyskland, Østrig og Schweiz som nummer et. Helene Fischer var det mest succesrige album i 2017 og indtog førstepladsen på Tyskland årlige hitparade 2017. Dermed havde hun for fjerde år i træk toppet den årlige hitliste, hvilket ingen kunstner havde formået før i Tyskland.
Fra september 2017 til marts 2018 var Fischer på turné med sit nye album og gav 63 koncerter. I juni 2018 begyndte endnu en stadionturné med forestillinger i Tyskland, Østrig, Schweiz og Holland.
Efter optøjerne i Chemnitz i august og september 2018 gav talte Fischer ved en koncert den 4. september 2018 i Berlin for venskab og tolerance og imod fremmedhad og vold.
Ifølge en undersøgelse fra november 2018 fra New York Times, som sammenlignede de mest succesrige internationale kvindelige musikere baseret på deres gennemsnitlige indtjening pr. koncert, blev Fischer placeret på en ottendeplads på verdensplan – og er også som den mest succesrige ikke-engelsktalende sanger. Med en gennemsnitlig billetpris på omkring 71 euro, tjente hun omkring 3,2 millioner euro pr. koncertoptræden. Det bragte hende foran Justin Timberlake (10. plads), Britney Spears (16. plads) og Shakira (17. plads). Kommercielt mere succesrige end Fischer var Billy Joel (6. plads), Céline Dion (5. plads), U2 (4. plads), Jay-Z og Beyoncé (Pla tz 3), Ed Sheeran (2. plads) og Taylor Swift (1. plads), hvor en billet i gennemsnit kostede 102 euro. Den 19. november 2018 listede Forbes Magazine Fischer blandt de ti sangere i verden med den højeste indkomst i 2018; hun landede på ottendepladsen på listen, foran Dion og Spears med en indtjening på omkring $32 millioner, og var dermed den højst betalte kvinde i musik i 2018.

### AlbumRausch(2021)
Den 6. august 2021 udgav Fischer Vamos a marte, den første single til hendes ottende studiealbum. Sangen blev indspillet sammen med den Puerto-Ricanske latin-pop sanger Luis Fonsi og gik direkte ind som nummer to på de tyske singlehitlister. Den 24. september 2021 udgav Fischer den anden single Fuld fart frem sammen med en musikvideo. Den 15. oktober 2021 udkom albummet Rausch (dansk: "rus").
Forsalget til Fischers eneste livekoncert det år den 20. august 2022 på Messe München solgte 100.000 billetter på kun 24 timer.

## Helene Fischer Showet
The Helene Fischer Show er et underholdningsshow sendt på tv og modereret af Fischer og designet sammen med gæstemusikere. Tv-programmet er produceret af Kimmig Entertainment og er blevet sendt årligt siden 2011 til jul kl. 20.15 på ZDF, ORF og SRF.

## Privat
Fra maj 2008 var Fischer i et forhold til Florian Silbereisen. De to blev betragtet som tysk pops drømmepar og var ofte genstand for spekulative overskrifter i tabloidmedier. Den 19. december 2018 blev forholdets afslutning annonceret. De meddelte, at de havde været separeret i et stykke tid og fortsatte med at være venner.  Samtidig afslørede Fischer, at hun havde fået sig en ny livsledsager: luftakrobaten Thomas Seitel, som hun arbejder sammen med i sine sceneshows.  I 2021 blev de forældre til en datter.
I april 2020 blev det kendt, at Fischer havde modtaget adskillige trusselsbreve fra højreekstremistiske afsendere og hendes personlige data var flere gange blev tilgået ulovligt via politiet i Berlins informationssystem POLIKS.

## Diskografi

### Album
- 2006:Von hier bis unendlich –  #16 –  #19 –  #49
- 2007:So nah wie du –  #5 –  #7 –  #45
- 2008:Zaubermond –  #2 –  #4 –  #17
- 2009:So wie ich bin –  #1 –  #2 –  #7
- 2010:Best of –  #1 –  #2 –  #4 –  #5 –  #100
- 2011:Für einen Tag –  #2 –  #1 –  #2 –  #1 –  #19 –  #14
- 2013:Farbenspiel - –  #1 –  #1 –  #1 –  #8 –  #4 –  #14
- 2017:Helene Fischer - –  #1 –  #1 –  #1
- 2021:Rausch - –  #1 –  #1 –  #1

### Singler
- 01/2006 Feuer am Horizont
- 04/2006 Von hier bis unendlich
- 07/2006 Und morgen früh küss' ich dich wach
- 11/2006 Im Reigen der Gefühle
- 05/2007 Mitten im Paradies –  #79
- 08/2007 Du fängst mich auf und lässt mich fliegen
- 10/2007 Du hast mein Herz berührt
- 02/2008 Ich glaub' dir hundert Lügen
- 2008: Mal ganz ehrlich
- 2008: Lass mich in dein Leben –  #38
- 2008: Ich geb’ nie auf
- 2009: Ich will immer wieder... dieses Fieber spür'n –  #30 –  #33
- 2009: Vergeben, vergessen und wieder vertrauen
- 2009: Du lässt mich sein, so wie ich bin
- 2010: Hundert Prozent
- 2010: Nicht von dieser Welt
- 2010: Von Null auf Sehnsucht
- 2010: Manchmal kommt die Liebe einfach so
- 2011: Phänomen –  #49
- 2011: Wär heut mein letzter Tag
- 2012: Die Hölle morgen früh –  #74
- 2012: Nur wer den Wahnsinn liebt
- 2013: Biene Maja –  #78
- 2013: Fehlerfrei –  #20
- 2013: Atemlos durch die Nacht -  #3 –  #1
- 2013: Mit keinem andern -  #72

### DVD
- 2007:So nah so fern
- 2008:Mut zum Gefühl – Live aus Chemnitz vom 2. Januar 2008 –  #18
- 2009:Zaubermond live –  #12
- 2010:Best Of Live – So Wie Ich Bin – Die Tournee –  #1
- 2012:Für Einen Tag - Live 2012 -  #1